# 録歌選 TOWA
『録歌選 TOWA』（ろっかせん トワ）は、2016年4月27日発売された日本の音楽グループゆずの11枚目のPV集である。発売元はセーニャ・アンド・カンパニー。『LIVE FILMS TOWA -episode zero-』と同時発売。

## 概要
アルバム『TOWA』の収録曲から「ポケット」「OLA!!」「かける」「終わらない歌」「TOWA」の既にPVが発表されていた楽曲に加え、「終わりの歌」のPVが新たに制作され、本作に特別収録された。北川悠仁のプライベートスタジオで、岩沢厚治とともに”ほぼ一発録り”で臨んだ同曲のレコーディング風景を軸に、アルバム制作中の模様をドキュメントタッチで追いかけた内容となっている。

## 収録曲
| #  | タイトル         | 作詞 | 作曲・編曲 |
| -- | ---------------- | ---- | ---------- |
| 1. | 「ポケット」     |      |            |
| 2. | 「OLA!!」        |      |            |
| 3. | 「かける」       |      |            |
| 4. | 「終わらない歌」 |      |            |
| 5. | 「TOWA」         |      |            |
| 6. | 「終わりの歌」   |      |            |